# Динотопия
«Динотопия» — серия иллюстрированных фантастических книг, созданная Джеймсом Гарни. Государство Динотопия, расположенное на одиноком острове вдалеке от остального мира, населено потерпевшими крушение людьми и разумными динозаврами, научившимися сосуществовать в мире как единое общество. Первая книга была опубликована в 1992 году и вышла на 18 языках более чем в 30 странах мира, продалась тиражом более чем в два миллиона экземпляров. «Динотопия. Земля вне времени» («Dinotopia: a Land Apart from Time») и «Динотопия. Подземный мир» («Dinotopia: The World Beneath») выиграли премию «Хьюго» за лучшие оригинальные иллюстрации.
Со времен публикации оригинала серия сильно расширилась, было опубликовано более 20 книг от различных авторов. Также вышло два мини-сериала, анимационный фильм и несколько компьютерных игр.

## Предыстория
Работая с National Geographic, Гарни занимался воссозданием и зарисовыванием городов древних цивилизаций. Вдохновение, пришедшее от исследования этих археологических реконструкций, привело к созданию серии панорам утраченного мира, включающей «Город водопад» (Waterfall City) 1988 и «Парад динозавров» (Dinosaur Parade) 1989. Первоначально они были сделаны как репродукции для коллекционеров. Позже Гарни решил создать выдуманный остров на основе этих картин.
Вместо компьютерной графики, создавая 150 иллюстраций маслом для Динотопии 2007 года, Гарни использовал пленэрные зарисовки, фотографии костюмированных моделей, а также картонные и глиняные макеты. Название серии «Динотопия» является слиянием слов «динозавр» и «утопия».
Многие[кто?] считают, что некоторые сцены в фильме «Звёздные войны. Эпизод I: Скрытая угроза» (особенно в городе Тид на Набу) несправедливо заимствуют изображения из книг Гарни. Гарни признает сходство, но не видит в этом ничего ужасного. В 1994 Джордж Лукас встречался с продюсерами, чтобы обсудить некоторые концепции и визуальные эффекты для фильма по мотивам «Динотопии», который так и не был снят.

## Остров
На острове Динотопия люди и динозавры живут и работают вместе в гармонии друг с другом и с самой Землей. Это место красоты и чудес, неизвестное для остального мира. Динотопия окружена постоянными штормами и опасными рифами, мешающими безопасному путешествию на остров или с него. Помимо разнообразных экосистем, от пустынь до гор и болот, остров также имеет обширную систему естественных и искусственных пещер.

## Основные герои
- Артур Денисон — американский ученый и главный герой книги. После смерти своей жены Рэйчел в 1860 году покинул свой дом в Бостоне, отправившись в путешествие. В 1862 году был выброшен на острове Динотопия после кораблекрушения. Во время своего пребывания на острове Артур написал журнал, подробно описывающий его открытия. В какой-то момент оба его журнала попали в Америку, где их обнаружил Джеймс Гарни. В настоящее время Артур живет в Городе-Водопаде (Waterfall City), где у него есть студия с видом на водопад.
- Уилл Денисон — сын Артура Денисона и второй главный герой книг. Он сопровождал своего отца в двухлетнем путешествии после смерти матери в 1860 году, затем в 1862 году он и Артур потерпели кораблекрушение в Динотопии. Во время своего пребывания на острове он встретил и полюбил местную девушку , Сильвию Романо, обучался скайбаксу и был партнером Скайбакса по имени Циррус. В романе «Динотопия: Рука Динотопии» говорится, что он и Сильвия помолвлены.
- Бикс — протоцератопс, говорящий на множестве языков, является послом и хорошим другом Артура Денисона, сопровождала его в Подземный мир и Чандару. Она впервые встретила Денисонов, когда они были выброшены на берег, была случайно ранена Артуром, он подумал, что Бикс хотела навредить Уиллу. Позже она снова встретила их в вулкане и стала их проводником, с тех пор как является их хорошим другом. Бикс говорит на всех языках Динотопии и является одной из немногих, кто говорит на языке карнозавров бассейна Дождей.
- Сильвия Романо — красивая динотопская девушка, которая живет в Инкубатории со своими родителями Джорджо и Марией. Она была первым человеком, с которым Артур и Уилл встретились после того, как их выбросило на берег Динотопии, она с Уиллом быстро стали хорошими друзьями, хотя в конце концов они разошлись, когда уехали в Город-Водопад. Она и Уилл позже встретились снова в Тритауне, где она также тренировалась, чтобы стать наездником Скайбакса, за это время она и Уилл влюбились. В конце концов стала наездником Скайбакса по имени Нимбус.
- Ли Крэбб — главный антагонист книг. В 1853 году он был выброшен на Динотопию, однако Крэбб презирал остров и с тех пор замышлял способ побега. Он известен тем, что курил сигары и носил морские раковины на своей шляпе, ненавидел динозавров, так как считал, что они поработили людей Динотопии и назвали их Скалиями. Во второй книге «Подземный мир» его планом был побег из Динотопии с помощью Солнечном Камня и возвращение с армией, чтобы разрушить и ограбить остров. Однако он был сорван Артуром. В четвертой книге «Путешествие в Чандару» он украл приглашение, данное Артуру императором Хьюго Ханом, и выдавал себя за Артура. Когда Артур прибыл в Чандару, он разоблачил Крэбба и наказал его.
- Ориана Наскава — музыкант, которая живет в Городе-Водопаде, сопровождала Артура во время его похода в Подземный Мир. У нее была половина ключа, который Артур искал. В конце книги между ней и Артуром завязались отношения.
- Наллаб — помощник библиотекаря библиотеки Города-Водопад. Ему 127 лет.
- Сломанный Рог — уважаемый старейшина трицератопс, сын знаменитого Грейбека Мудрого. Он много лет жил отшельником в Бассейне Дождей среди тираннозавров и карнозавров, пока их новый лидер не выгнал его, с тех пор он вернулся в общество. Во второй книге у него появился внук по имени Стаббс.
- Оолу — главный инструктор Скайбакса в Небесном Городе, где он тренирует наездников Скайбаксов. Он также является послом-антропологом на ежегодной конференции партнеров Хабитат в Бассейне Дождя. Его Скайбакс — Легкое Крыло.
- Гидеон Альтайр — главный герой третьей книги («Первый полет»). Он жил на острове Посейдос в эпоху героев. Гидеон посещал летную школу, пока не ушел после ссоры с управляющим Роффом Стрикером. Он встретил раненого птерозавра по имени Раззамулт, который сообщил ему о вторжении на материк. После победы над Воздушным Скорпионом он стал первым в истории наездником Скайбакса.

## Серия
«Динотопия» начиналась как иллюстрированная детская книга «Динотопия: Земля вне времени». Она стала бестселлером и понравился как детям, так и взрослым читателям, что побудило Джеймса Гарни написать и проиллюстрировать ещё три книги: «Динотопия: Подземный Мир», «Динотопия: Первый полёт» и «Динотопия: Путешествие в Чандару». Все они связаны с приключениями Артура и Уилла Денисонов и считаются основными книгами серии, создавая вымышленный мир, в котором находятся другие. Гарни не отстаёт от последних палеонтологических открытий и, например, добавляет недавно обнаруженных динозавров в свои книги, в том числе гиганотозавра в «Подземном Мире» и микрорапторов в «Путешествии в Чандару».
Серия Dinotopia Digest состоит из шестнадцати романов, написанных несколькими разными авторами. В этих книгах фигурируют другие персонажи, не связанные с событиями главных книг, хотя персонажи из главных книг (в частности, «Денисоны») появились в незначительных или эпизодических ролях. Также стоит упомянуть о двух больших романах Алана Дина Фостера: «Потерянная Динотопия» и «Рука Динотопии», изданных с разрешения Джеймса Гарни.
Было также выпущено несколько видеоигр, два мини-сериала и анимационный детский фильм. Их действие происходит во вселенной Динотопии, но не связано напрямую с основной серией. Большинство из них происходят в современном мире, в отличие от книг, которые в основном представлены серединой 19-го века.

## Основные книги
Сюжет основных книг Динотопии развиваетя вокруг Артура Денисона и его сына Уилла, а также различных людей, с которыми они встречаются в своих путешествиях по Динотопии. Первая и четвертая книги написаны так, как будто они были журналами Артура, а Гарни рассказывает, как он натолкнулся на древние, вымокшие в соленной воде дневники.

### Земля вне Времени
В «Динотопия: Земля вне Времени»(«Dinotopia: A Land Of Time») (1992), Денисоны терпят кораблекрушение возле Динотопии и попадают на берег, где их находят люди из Инкубатория. Инкубаторий — это место, где рождаются динозавры, за которыми ухаживают как динозавры, так и люди. Артур Денисонс отправляется исследовать остров, надеясь найти способ выбраться.
Артур и Уилл путешествуют по острову, стремясь узнать обычаи и культуру своих новых соседей. В частности, Артур проявляет интерес к научным достижениям туземцев, которые намного превосходят возможности любой человеческой культуры. Среди предметов, которые он изучает, — флора острова, партнерство его жителей и место, известное как «Подземный Мир». Этот «Подземный Мир» — объясняет то, как динотопы пережили Мел-палеогеновое вымирание; Из-за которого, большинство земных динозавров было уничтожено, а некоторые скрылись в обширных пещерах. Эти немногие стали первыми динотопами. Никто не входил в Подземный Мир веками, но Артур делает это.
Его сын Уилл, наоборот, решает тренироваться и стать наездником Скайбакса, живущим в симбиозе со своим ездовым животным, кетцалькоатлем (именуемому Скайбаксом), разновидностью птерозавра. Вместе с ним тренируется девушка по имени Сильвия, в которую Уилл влюбляется. Туземцы называют эту и любую другую близкую связь Камспиритик, что буквально означает «совместное дыхание». (Романа Денисон из более позднего фильма «Динотопия» считается дочерью Уилла.)
Артур же спускается в Подземный мир, в то время, пока Уилл и Сильвия учатся летать на Скайбаксе. Когда он возвращается, то восхищаетнный найденными там древними реликвиями становится убежден, что они могут стать ключом к тому, чтобы покинуть или исследовать остров.
Уилл и Сильвия осваивают полет на Скайбаксе. Когда, наконец, их принимают в качестве Наездников, они путешествуют, чтобы встретиться с Артуром и его протоцерапотром проводником Биксом, но на пути их отвлекает гроза. К счастью, все выживают и прибывают вовремя, чтобы встретить своих родственников. Артур признает, что его сын вырос, и каждый из них принимает изменения, которые являются результатом их новой жизни на острове.

### Подземный Мир
Первое продолжение «Динотопия: Подземный Мир» (1995) посвящено возвращению Артура Денисона в «Подземный Мир». Книга начинается с того, что Уилл испытывает изобретение своего отца, Драгонкоптер — орнитоптер с паровым двигателем, созданный по образцу стрекозы. Драконкоптер терпит неудачу, и Уилла спасет его Скайбакс, пока Драконкоптер не упал в водопад.
Вернувшись из своей первой экспедиции в «Подземный Мир», Артур представляет два обнаруженных им предмета — Солнечный Камень и половину ключа — совету в Городе-Водопаде, пытаясь собрать вторую экспедицию в «Подземный Мир».
Музыкант по имени Ориана Наскава предоставляет недостающую половину ключа, утверждая, что это семейная реликвия. Она готова отказаться от неё, только если ей будет разрешено сопровождать Артура в его экспедиции, он неохотно это принимает. Вместе с Бикс и скандальным Ли Крэббом, группа отправляется в тенистый канал Пливозавров, где они на подводной лодке, отправляются по подводному маршруту к Подземному Миру.
В то же время, Уиллу и Сильвии было поручено сопровождать караван завроподов через бассейн Дождей и следить за хищным тираннозавром. Уилл летит на Циррусе к древним руинам в джунглях, которые тираннозавр почему-то защищает.
Артур, Ориана, Бикс и Ли, продолжая исследовать пещеры под Динотопией, сталкиваются со спорами папоротника, прорастающими там, куда даже не попадает солнце, и странными механизмами, которые подергиваются при приближении Солнечного Каменя. В итоге, они находят огромную рукотворную пещеру, заполненную созданиями древней цивилизации, мехами, которых они называют «мехазаврами». Артур, Ориана и Бикс командуют мехазавром цератопсом, а Крабб находит мехазавра, смоделированного по подобию морского скорпиона, команда покидает Подземный Мир где-то в районе бассейна Дождей. Они присоединяются к колонне завроподов, но подвергаются нападению стаи тираннозавров и аллозавров, во время которых Крэбб сбегает.
После побега хищников, Артур понимает, что тираннозавр в руинах возможно охранял мифический рубин Солнечный камень, и отправляется в бассейн Дождей. По пути они встречают пойманного в ловушку юного Гиганотозавра и освобождают его. Благодарный отец по имени Смердящий Зуб защищает Артура и его спутников от тираннозавров и позволяет им пройти в руины.
Внутри храма Бикс рассказывает, что в прошлом люди покидали остров, благодаря Солнечному Камню, и делились своей культурой с другими цивилизациями, такими как Египет и Греция.
Тем не менее, Крэбб побывал в храме первым и забрал Солнечный Камень. Пообещав сбежать из Динотопии и вернуться с армией мехазавров, чтобы ограбить остров, он уничтожает мехазавра Артура своим морским скорпионом и убегает. С помощью Смердящего Зуба, Артур преследует Ли в море и возвращает Солнечный Камень, прежде чем Ли смог убежать. Во время этой погони журнал Артура теряется в океане, где он будет обнаружен филиппинскими моряками и, в конце концов, попадет в библиотеку, где его обнаружит Джеймс Гарни.
В итоге Солнечный Камень теряется, между Артуром и Орианой начинаются отношения, а Крэбб находится под охраной.

### Первый полет
«Динотопия: Первый полет» (1999) была приквелом, опубликованным Гарни и включающим настольную игру.
Главный герой этой истории — Гидеон Альтайр, студент летной школы, живущий в столице Посейдоса, где вся органическая жизнь (кроме людей) была заменена механическими аналогами. Обнаружив раненого скафогната по имени Раззамульт, Гидеон узнает, что Посейдос планирует начать атаку на материк и покорить всю Динотопию, и что они украли Солнечный Камень из дома птерозавров в Высоком Гнезде
Гедеон пробирается на фабрику и обнаруживает строящегося воздушного скорпиона. Он находит и крадет Солнечный Камень, освобождает группу птерозавров из плена, прежде чем бежать на материк. Гидеон прибывает, но остров уже во время атаки. Он заручается поддержкой группы местных существ — бинни, некролемура, бэнди, плезиктиса, бонго, плезиадаписа и буджа, эстемменозуха. Во время их похода к Высокому Гнезду они попадают в засаду.
Гедеон достигают Высокого Гнезда, где помогает птерозаврам эвакуировать яйца, а затем поднимается в воздух на птерозавре, чтобы поразить воздушного скорпиона. Во время битвы Гедеону удается вытащить Солнечный Камень из летательного аппарата, что приводит к его падению и останвливает вторжения в Динотопию.
Гедеон является первым в истории наездником Скайбакса.

### Путешествие в Чандару
Четвертая книга «Динотопии» Джеймса Герни  «Динотопия: путешествие в Чандару» была опубликована в октябре 2007 года. В ней Хьюго Хан, таинственный император Чандары, империи, издавна изолированной от остальной части Динотопии, узнав о подвигах Артуру Денисона и Бикса, посылает им приглашение к своему двору. По пути, дуэт встречает новых местных жителей, в том числе город под названием Трюмные воды, построенный полностью из спасенных кораблей, которые, как полагают жители, перенесут их в другой мир, старого музыканта по имени Корнелиус Мазурка и его спутника теризинозавра Генриетту.
В своем пуешествии они встречают Ли Крэбба по пути в Заврополис, который сбежал от своих охранников в Стигимолохе и крадет приглашение. Без надлежащих пропусков на границе Артур и Бикс вынуждены пробираться через болото Блэквуд-Флэтс, уклоняясь от стай хищных аллозавров. Пройдя через горный город Термала, дуэт встречает Соседа Духа, бандита, который крадет все имущество странников и компенсирует имуществом предыдущей жертвы. Хотя Артур теряет все свое научное оборудование, он получает набор пустынных одежд, которые позволяют ему и Биксу слиться с караваном, идущим в Чандаран, и пройти границу без преследования со стороны охранников. Они останавливаются у руин Эбулона, где Артур находит Уилла и Сильвию, готовящихся к воздушному турниру. Вскоре после этого они направляются в столицу Чандары. К тому времени, когда они прибывают, у них остается немного имущества, оставшегося для обмена, за исключением идей, поэтому Артур открывает магазин на Рынке Идей. Ночью записи на стенде Артура привлекают внимание императора, и он с Бикс вызываются в суд.
Оказавшись в суде, они узнают, что Ли Крэбб также находится здесь под видом Артура Денисона и пытается собрать запас оружия, утверждая, что он готовится к вторжению тираннозавра. Хьюго Хан наконец-то показывается, оказывается, что он микрораптор, а настоящий Денисон быстро разоблачает Крэбба. Хан наказывает Крэбба, назначив его шеф-поваром группы акрокантозавров-монахов, которые съели своего последнего шеф-повара после того, как он не смог удовлетворить их.
В итоге Хьюго Хан решает, что Чандара должна вновь открыться для остальной части Динотопии. Артур и Бикс принимают предложения императора остаться в Чандаре на некоторое время, чтобы полностью изучить город и его культуру.

## Другие книги серии
С 1995 года Джеймс Гарни работал с рядом других авторов над серией коротких романов для детей с использованием персонажей Динотопии, опубликованных Random House:
1. Истребитель Скотт Чинчин — Во время мятежа на тюремном корабле под названием Искупление, который плыл в Австралию в 1863 году, два парня из Англии Рэймонд Уилкс и Хью О’Донован были выброшены за борт. Они попали на Динотопию, где их встречает Бикс. 12-летний Раймонд — сын корабельного хирурга Стивена Уилкса. Он сразу же приспосабливается к этом странному новому миру и оказывает поддержку раненому Скайбаксу по имени Истребитель, чей человеческий партнер Даниэль недавно погиб в огне. Хью, лондонский карманник подросток, считает, что он никогда не впишется в этот рай. В то время как Рэймонд помогает Истребителю с полетами, Хью придумывает план. Вскоре все трое отправляются в опасное приключение, которое проверит их мужество и дружбу. Эта книга разворачивается во время событий оригинальной «Динотопии».
2. Загадка реки Джона Ворнхолта — происходи до событий классической Динотопии. Река Полонго, источник энергии для Города-Водопада, загадочным образом высохла. Вместе с парой посланников, 13-летняя Магнолия, человек (выросшая в Заврополисе) и ее напарник ламбеозавр, Скиталец, должны восстановить великую реку. Это первое крупное задание Магнолии и Скитальца. По пути они встречают 15-летнего мальчика-человека по имени Берч, сына фермера, и его приятеля трицератопса Рого, которые настаивают на присоединении к ним. Они также объединяются с недавно потерпевшим кораблекрушение человеком по имени Аарон Руццо. Вместе невероятная команда должна сражаться с самой стихией, чтобы спасти самый красивый город западной Динотопии и его жителей.
3. Детеныш Мидори Снайдера — 12-летняя Джанет Элизабет Морган убегает из Инкубатории вместе со своей подругой дриозавром Зефир. Но когда она понимает, что готова вернуться и встретиться со своими страхами, подруги находят раненого завролофа (очень редкого динозавра в Динотопии) по имени Краног, бывшего учителя, который когда-то работал на руинах Баз, собиравшегося снести яйцо. Джанет, с помощью Зефир, должна помочь Краногу спасти яйцо — и доказать, что она достойна быть ученицей Инкубатория. Эта книга разворачивается между событиями «Подземного Мира» и «Путешествием в Чандару».
4. Затерянный город Скотт Чинчин — Эндрю Лоутон, 12-летний человек, сын владельца таверны Динотопии, однажды ночью делает странное открытие, когда таинственный динозавр с капюшоном по имени Арри ведет его и двух друзей Неда из Луизианы и Лиана из Китай (бывший приемный брат Эндрю) — в отдаленный, закрытый город в северо-восточной Динотопии, называемый Халькион. Когда они начинают исследовать запретную область, трио попадает в опасное приключение — они смогут выжить только в том случае, если решат свои разногласия.
5. Саблезубая гора Джона Ворнхолта — В течение многих лет смилодон Армакиан жил в районе Запретных гор, называемом Саблезубая гора, следуя своей Клятве Мира. Когда лавина снега и камней преградила ему путь к источнику пищи, Когтевому Проходу, что делать. Единственная надежда на мирное решение Редстрайп, лидер смилодонов, и Кай, 13-летний человек. Вместе они отправляется в путешествие из гор. За ними по пятам идет человек по имени Некбитер, ненавидящий Армакиана, — в гонке, которая может навсегда изменить центральную Динотопию.
6. Громовые водопады Скотта Чинчина — происходят между событиями «Подземного Мира» и «Путешествия в Чандару», Стальной взгляд, мудрый старый Кентрозавр из Города-Водопад, расстроился из-за своих юных подопечных, Джозефа, 14-летнего человека, и Флитфита, подростка стегоцераса. Они превращают все в соперничество. Из-за этого, Стальной взгляд отправляет их вместе на поисках скрытого приза в Башнях Времени, который является картой, которая предположительно хранит секрет выхода из рифового барьера Динотопии — он не должен попасть в чужие руки. Но кто-то украл ее (Ли Крэбб — основной подозреваемый), и они должны выследить вора в лесах южной Динотопии. Их постоянная конкуренция делает достижение цели почти невозможным. Только когда они встречают потерпевшую кораблекрушение человеческую девушку по имени Тиган МакГрегор из Шотландии, они осознают ценность сотрудничества.
7. Огненный шторм Джин Де Виз — Вся западная Динотопия охвачена паникой. Что-то убивает Arctium longevus, особую траву, дающую динотопам долгую жизнь — иногда более 200 лет. В то время как отчаянные граждане поджигают костры, чтобы держать болезнь под контролем, 12-летняя Оливия и 15-летний Альберт, люди, вместе со своими партнерами динозаврами платеозавром Хайтопом и хасмозавром Фандерутом, стремятся найти решение. Им противостоят человека Брэйкен и Хасмозавр Хидлхед. Оливия в тайне хочет получить всю славу.
8. Лабиринт от Питера Дэвида — Давным-давно мегараптор по имени Одон покинул общество Динотопии, чтобы жить в пещерах под северо-западной частью островного континента, потому что он считал, что объединение людей и ящеров было плохой идеей. Чтобы не пускать злоумышленников, он создал опасный лабиринт. Несмотря на страх, Гвен Кори и Джейсон, подростки и остроумный молодой взрослый велоцираптор по имени Бой (который необычайно велик для своего рода длиной до 10 футов), полны решимости достичь Одона. Отец Гвен, Эрик (фермер, попавший в Динотопию в 1850 году), страдает от смертельной болезни, и Одон, один из самых мудрых целителей Динотопии, является их последней надеждой на излечение.
9. Команда спасения Марк А. Гарланд — Лоро, 13-летний человек, выброшенный сиротой на берег Динотопии, любит наблюдать, как караваны облаченных в броню брахиозавров покидают его родной город Бонабба и пересекают мост в опасные джунгли Бассейна Дождей. Он мечтает когда-нибудь пойти сними. Однажды смертельная буря обрушивается на большую часть Динотопии, и брахиозавры отправляются на помощь в пострадавшие города. Поэтому, когда воздушный шар из внешнего мира падает в джунглях Бассейна Дождей, Лоро и его друзья (его сводная сестра Риа и Трентор стиракозавр) знают, что они единственные, кто может помочь несчастному человеку на воздушном шаре, который оказывается бывшим рабом мальчика из Индии по имени Амаль.